# Wilhelm Eduard Wilda
Wilhelm Eduard Wilda (eigentlich: Wolf Ephraim Seligmann; * 17. August 1800 in Altona; † 9. August 1856 in Kiel) war ein deutscher Jurist.

## Leben und Wirken
Nach dem Besuch des Johanneums in Hamburg und studierte Wilda ab 1821 Rechtswissenschaft an den Universitäten Göttingen und Heidelberg. 1825 promovierte er zum Dr. jur. an der Universität Heidelberg. Zunächst war er als Advokat in Hamburg tätig und unternahm Forschungsreisen. 1831 habilitierte er sich an der Universität Halle und lehrte dort als außerordentlicher Professor. 1842 wurde er auf ein Ordinariat an der Universität Breslau berufen. Im Jahre 1854 nahm er einen Ruf an die Christian-Albrechts-Universität zu Kiel an und zwar als Nachfolger von Niels Nikolaus Falck, mit dem er früher freundschaftlich verbunden war.
Wilda war ein auf altdeutsches Recht spezialisierter Rechtshistoriker, sein bekanntestes Werk ist „Das Strafrecht der Germanen“ aus dem Jahre 1842. Er gehörte mehreren wissenschaftlichen Gesellschaften und Geschichtsvereinen an.

## Schriften
- Ueber das Johanneum und Gymnasium in Hamburg. Ansichten und Wünsche. Hoffmann und Campe, Hamburg 1828 (Volltext).

- Das Gildenwesen im Mittelalter. Renger, Halle 1831 (Nachdruck: Scientia, Aalen 1964).
- Beiträge zur Kunde und Kritik der älteren deutschen Rechts- und Gesezbücher, vorzüglich aus nordischen Bibliotheken. In: Rheinisches Museum, Bd. 7 (1835), H. 3, S. 261–371.
- Das Pfändungsrecht. Eine deutschrechtliche Abhandlung. Schwetschke, Halle 1839.

- Der Reichsgräflich Bentincksche Erbfolgestreit. Zwei Bände. Leipzig 1840.

- Das Strafrecht der Germanen (= Geschichte des deutschen Strafrechts, Bd. 1). Schwetschke, Halle 1842 (Volltext) (Nachdruck: Scientia, Aalen 1960).
- Von den unechten Kindern. Fues, Tübingen 1855.